# Pipit à queue courte
Anthus brachyurus
Espèce
Statut de conservation UICN

LC : Préoccupation mineure
Le Pipit à queue courte (Anthus brachyurus) est une espèce de passereaux de la famille des Motacillidae.

## Nomenclature
Son épithète spécifique, brachyurus, dérive du grec ancien βραχύς, brakhys, « court », et οὐρά, oura, « queue » et fait référence à la queue courte de cette espèce.

## Répartition et sous-espèces
Selon la classification de référence du Congrès ornithologique international (14.1, 2025) :
- Anthus brachyurus leggei Ogilvie-Grant, 1906 — aire disjointe (du Gabon à la Zambie, forêts d'altitude du rift Albertin et sud de la Tanzanie) ;
- Anthus brachyurus brachyurus Sundevall, 1850 — aire disjointe (est du Mozambique et de l'Afrique du Sud).

## Taxinomie
Le nom valide complet (avec auteur) de ce taxon est Anthus brachyurus Sundevall, 1850,.
Ce taxon porte en français le nom vernaculaire ou normalisé suivant : Pipit à queue courte.

### Publication originale
- (sv + la) Sundevall, « Fåglar frân Södra Afrika » [« Oiseaux d'Afrique du Sud »], Öfversigt af Kongl. Vetenskaps-Akademiens Förhandlingar, Stockholm, Norstedt & Söner, vol. 7,‎ 1850, p. 96-111 (ISSN 1100-4622, OCLC 6303212, lire en ligne).